# José Paulo Cairoli
José Paulo Dornelles Cairoli (Porto Alegre, 9 de março de 1952) é um engenheiro civil, empresário do setor primário, comércio e de serviços e político brasileiro, filiado ao Movimento Democrático Brasileiro (MDB). Foi vice-governador do Rio Grande do Sul entre 2015 e 2019.

## Biografia
Cairoli formou-se em engenharia civil na Pontifícia Universidade Católica do Rio Grande do Sul em 1974.
Em 1975, ingressou no grupo Ipiranga, um dos principais conglomerados privados do país, onde ficou até 2007, período em que atuou como executivo, passando pela superintendência da Comercial Farroupilha (subsidiária do grupo), pela diretoria de Marketing da Distribuidora e pela diretoria de Mercosul do Grupo Ipiranga, entre outras áreas.[carece de fontes?]
Presidiu o Banco Regional de Desenvolvimento do Extremo Sul entre 1992 e 1995, período em que esteve licenciado do Grupo Ipiranga, logo após retornando às suas atividades no grupo.
É proprietário da Reconquista Agropecuária, onde atua há mais de quarenta anos como agricultor, na plantação de soja e criação de cavalos crioulos. É criador de Angus, raça com a qual foi campeão onze vezes do ranking nacional de criadores e expositores da Associação Brasileira de Angus, entidade que presidiu de 2005 a 2006 e 2007 a 2008.
Em 2015, foi elencado uma das 100 pessoas mais influentes do agronegócio no país pela revista Dinheiro Rural.
Foi presidente da Federação de Entidades Empresariais do Rio Grande do Sul (Federasul) entre 2006 e 2012. Foi ainda presidente da Associação Comercial de Porto Alegre (ACPA) e o primeiro presidente da Federação Brasileira das Associações de Criadores de Animais de Raça (Febrac), além de membro dos Conselhos da Empresa Brasileira de Pesquisa Agropecuária (Embrapa) e do Sebrae (Nacional e do RS).
Por dois mandatos, presidiu a Confederação das Associações Comerciais e Empresariais do Brasil (CACB), maior entidade associativista do país, com 2,5 milhões de associados reunidos em 27 federações e 2.300 Associações Comerciais no País, com sede em Brasília, da qual é o atual presidente do Conselho Superior.
Ingressou na política partidária em 2013, através de filiação ao Partido Social Democrático (PSD), sendo indicado presidente estadual. Um ano depois, foi eleito vice-governador do Rio Grande do Sul com 61,23% dos votos válidos, na coligação encabeçada por José Ivo Sartori (PMDB).